# Nud (gen artistic)

Sandro Botticelli, Nașterea lui Venus

Nudul este un gen artistic care constă în reprezentarea în diverse medii artistice (sculptură, pictură, fotografie, film) a corpului uman în stare de nuditate.

## Nudul în arta universală
După ce Evul Mediu a ocolit nudul în pictură, acest a fost reintrodus de pictorii din Renaștere, începând cu Sandro Botticelli, care a pictat Nașterea lui Venus.
Din perspectiva creștină, reprezentarea nudului în pictură pornește de la reprezentarea momentului când Adam și Eva au fost izgoniți din rai, ca urmare a păcatului originar, pe care l-au săvârșit încălcând porunca divină. În picturile cu tematică creștină, nuditatea era folosită ca imagine a purității și a adevărului. În pictura laică, nudul celebra frumusețea, grația, eleganța, virtutea. Acest fel de nud este încadrat fie în scene mitologice, inspirate din mitologia greacă și mitologia romană, din mitologia oriental-biblică sau din mitologia națională, fie în scene alegorice. În general, trupul este “cosmetizat”, în special prin lipsa pilozităților, culoarea rozalie și luciul pielii, care dau un trup inexistent în lumea reală. S-a aplicat și ascunderea organelor sexuale ca gest pudibond al unui erotism convențional.
În principal, pictorii au redat nudul feminin, dar unii mari pictori, ca Leonardo da Vinci, Michelangelo, Caravaggio, precum și mulți alții, din motive cunoscute lor (uneori și nouă) l-au preferat pe cel masculin.

## Nudul în arta românească

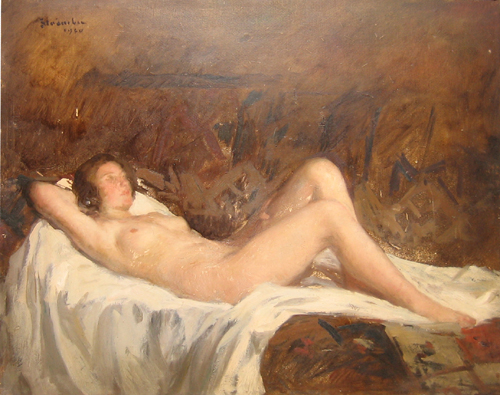
Ipolit Strâmbu - Nud

După ce arta românească a fost dominată, mai multe secole, de arta bizantină și de religia creștină, nudul a pătruns în pictura românească prin Nicolae Grigorescu, celebru fiind un Nud la malul mării, unde corpul feminin se integrează într-un peisaj. Au urmat pictori ca Nicolae Tonitza, Theodor Pallady, Gheorghe Petrașcu, Ion Țuculescu (care a expus lucrarea ”Rodica” la expoziția Nudul în pictura română contemporană, deschisă în 1942 la Căminul artei). S-a ajuns, în final, ca nudul să devină o materie de studiu obligatorie la academiile de artă din România, după pilda celor din Franța.

## Nudul în fotografie

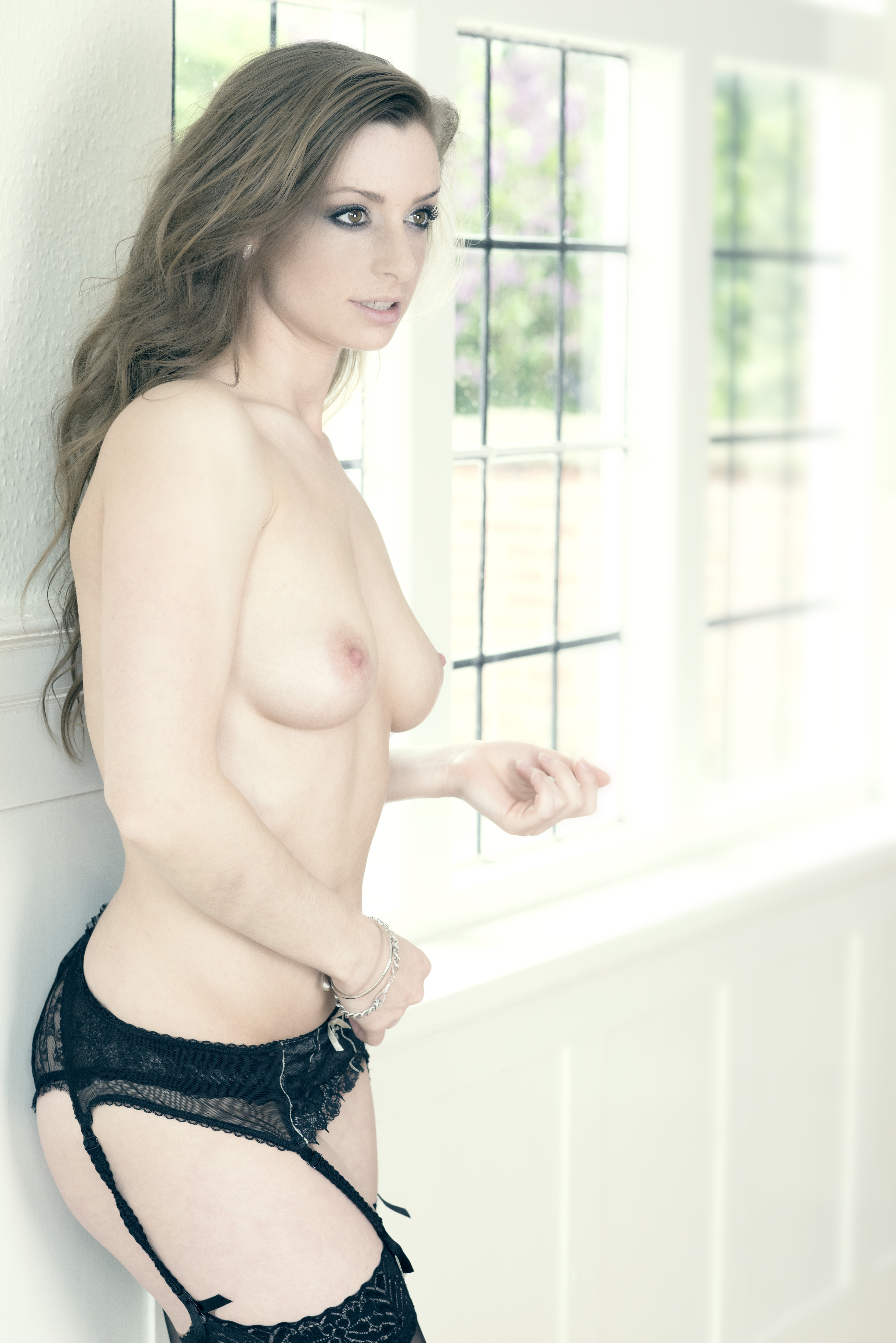
Fotomodel topless, purtând lenjerie intimă

O dată cu îmbunătățirea fotografiei, atât toplessul, cât și nudul complet, au reprezentat subiectul unor lucrări artistice.

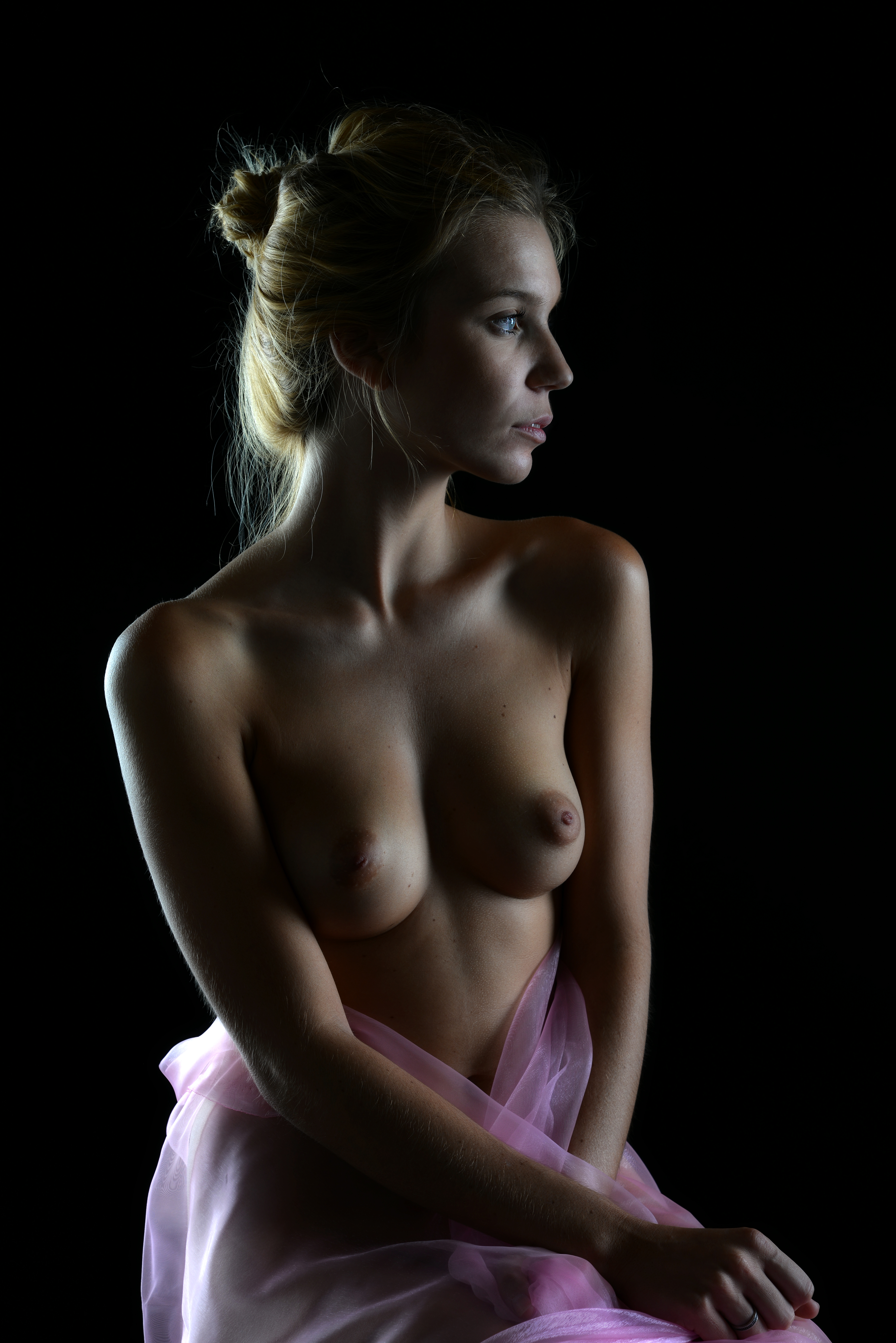
Fotomodel topless